# Maria Nowicka (aktorka)

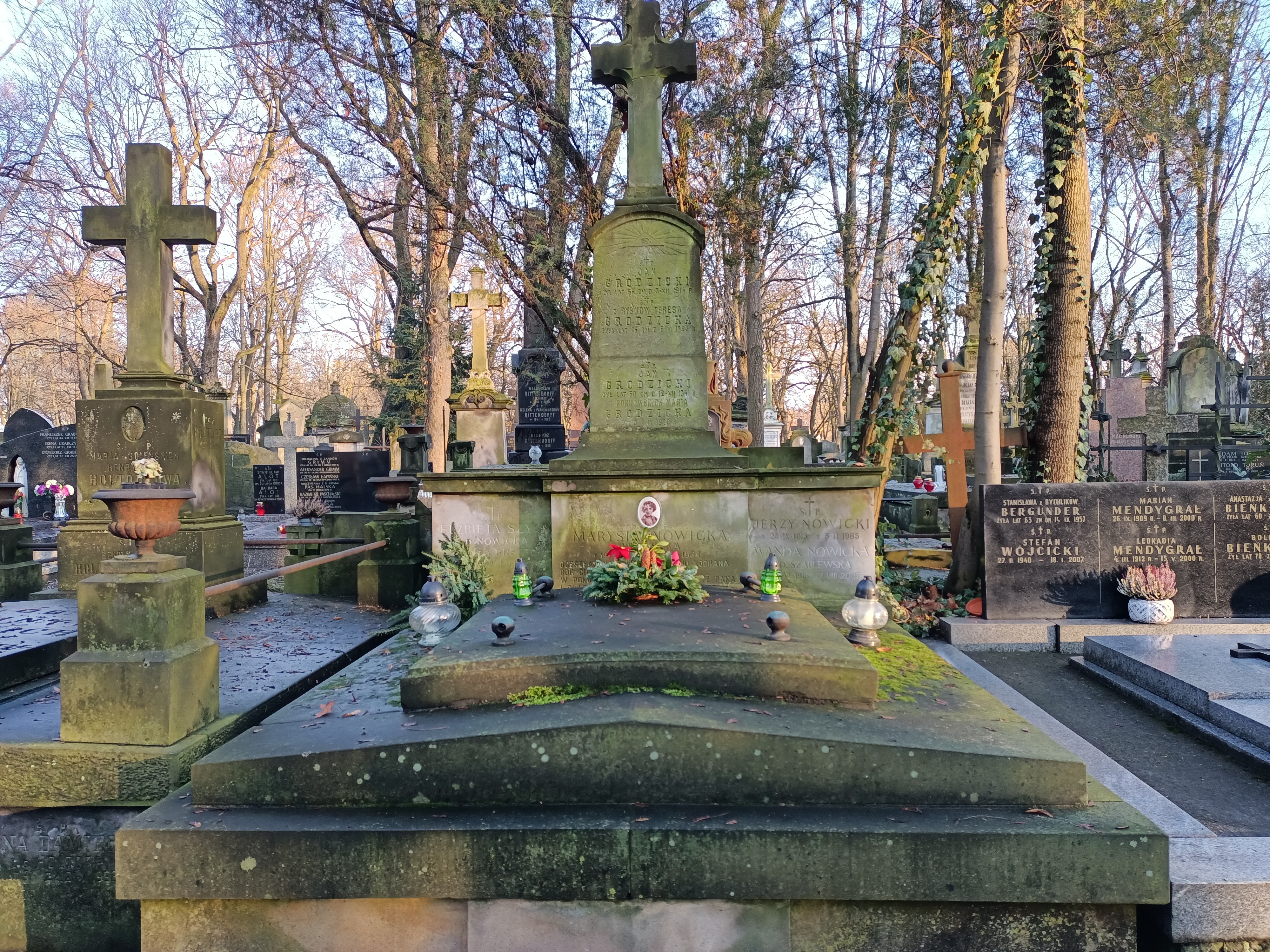
Grób Marii Nowickiej na cmentarzu powązkowskim

Maria Nowicka (ur. 19 stycznia 1912, zm. 3 listopada 1934 w Warszawie) – polska aktorka filmowa.
Była zauważana przede wszystkim ze względu na swą urodę. Wróżono jej karierę filmową (wspominał o niej w jednej ze swych książek Jerzy Waldorff). Ostatecznie zagrała tylko w jednej produkcji - filmie Biała trucizna z 1932 roku (reż. Alfred Niemirski). Ponadto występowała w warszawskim teatrzyku Wesoły Wieczór (1930-1931). W 1931 roku zdobyła tytuł Miss Zakopanego, była również modelką w reklamie opon marki Englebert. 
Chorowała na gruźlicę, która stała się przyczyną jej śmierci. Została pochowana na Cmentarzu Powązkowskim w Warszawie.